# 逐兔棋
逐兔棋(Hare and Tortoise、Hase und Igel)，是英國人David Parlett在1973年推出的二到六人的版圖遊戲，外觀類似擲賽遊戲，但不用骰子決定前進步數，其進階玩法則無運氣成分的抽象策略遊戲，每年有舉辦比賽。

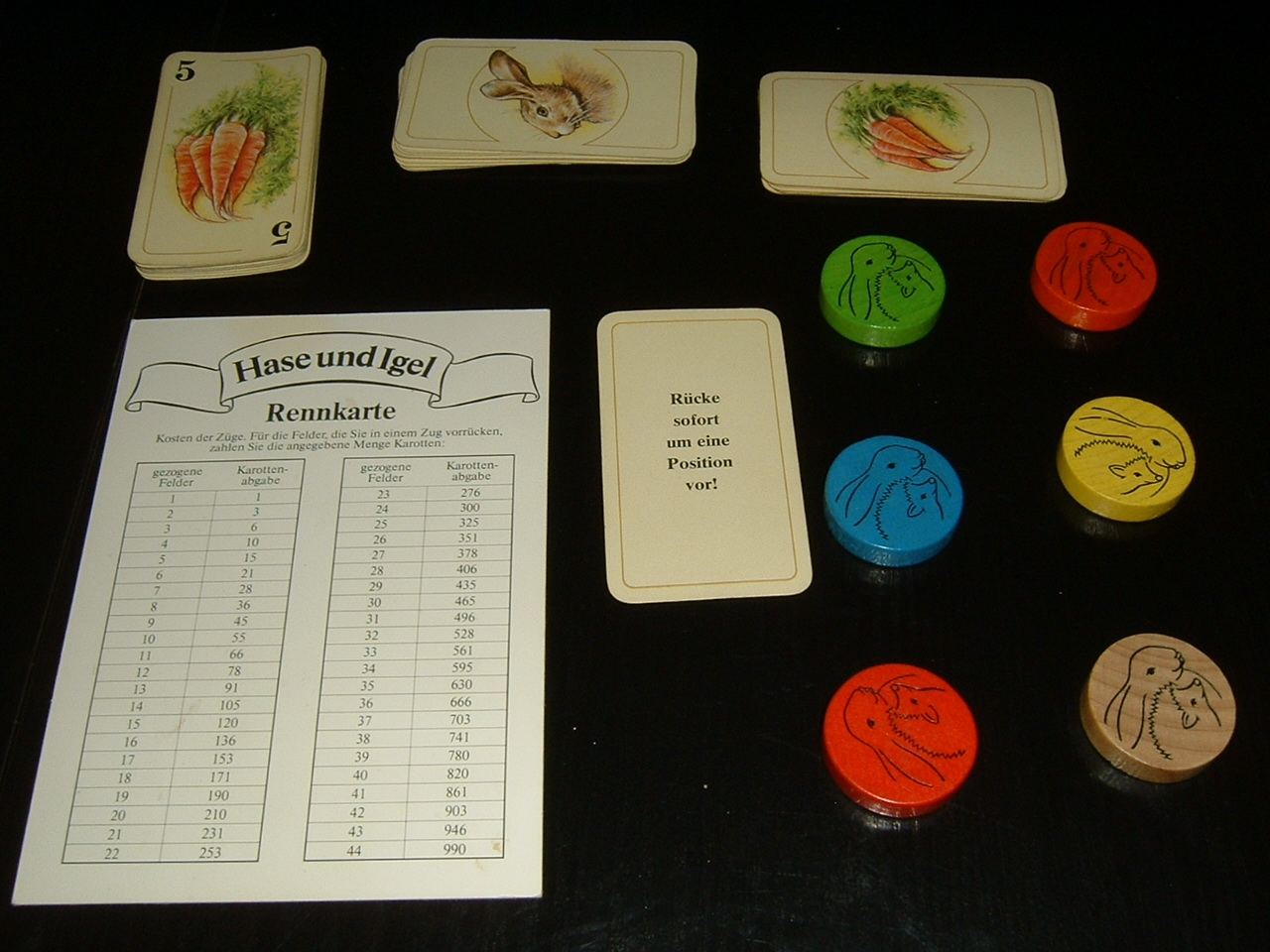
德國版本的逐兔圖

## 棋具
- 棋格繪有數字、烏龜、兔子、蘿蔔，共六十五格的棋盤，每格只能放一枚棋子，兩端分稱起點、終點。
- 蘿蔔牌，每張有不同數量的蘿蔔。每名方各九十五個蘿蔔。
- 萵苣牌，每張有數量一的萵苣。每名方各五個萵苣。
- 代表兔子的棋子，每方兩枚，以顏色區分。每名玩家兩枚兔棋子。
- 六面骰一顆。

## 規則
- 初始佈置為棋子放於起點。
- 領先名次：每回合時，各棋距離終點遠近的順序。最近為第一，以此類推。
  - 玩家回合開始時，若己棋已在某特定格，則改執行該行動。
    - 數字格：其名次若等於格上數字，收取數字乘以十的蘿蔔，再移動棋子。
    - 萵苣格：不移動棋子，支付一個萵苣，收取其領先名次乘以十的蘿蔔。下回合行動改為必須離開該格。
    - 蘿蔔格：玩家可選擇以下三項行動之一：
      - 不移動棋子，收取十個蘿蔔。
      - 不移動棋子，支付十個蘿蔔。
      - 移動棋子。
- 每方回合移動己棋，可前進或後退到某空格，可穿越棋子。若無法移動，則放回起點。
  - 前進N格，需支付1加到N個的蘿蔔，量即{\displaystyle \sum _{k=1}^{N}k}。例如進一格支付一個蘿蔔、進二格支付三個、進三格支付六個，如此類推。
    - 若沒有萵苣，則不可前進到萵苣格。
    - 除非支付蘿蔔後，剩下蘿蔔數低於領先名次乘以十，否則不可前進至終點。
    - 若前進至兔子格時，擲骰一顆，收取擲得骰數乘以十的蘿蔔。

  - 後退到最近的烏龜格，收取等於後退格數的蘿蔔

- 勝利條件：最先將兩個己棋移到終點者勝[3]。

### 進階玩法
- 若前進至兔子格時，暫停一回合。其餘規則相同[1]。

## 外部連結
- 遊戲歷史 （页面存档备份，存于）